# Langå Kommune
| Strukturdaten       | Strukturdaten                    |
| ------------------- | -------------------------------- |
| Sitz der Verwaltung | Langå                            |
| Fläche              | 132,55 km²                       |
| Einwohner           | 8.276 (2003)                     |
| Kommune seit 2007   | Favrskov Kommune Randers Kommune |

Langå Kommune war bis Dezember 2006 eine dänische Kommune im damaligen Århus Amt im Osten Jütland. Sie entstand im Rahmen der dänischen Verwaltungsreform des Jahres 1970 und umfasste folgende Sogn: 
- Houlbjerg Sogn und Granslev Sogn (Landgemeinde Houlbjerg-Granslev)
- Værum Sogn und Ørum Sogn (Landgemeinde Værum-Ørum)
- Øster Velling Sogn, Helstrup Sogn und Grensten Sogn (Landgemeinde Øster Velling-Helstrup-Grensten)
- Langå Sogn und Torup Sogn (Landgemeinde Langå-Torup-Sønder Vinge)
- Laurbjerg Sogn (Landgemeinde Laurbjerg-Lerbjerg)

Im Zuge einer erneuten Verwaltungsreform im Jahre 2007 wurde Langå Kommune aufgeteilt. Die südlichen Sogn Granslev, Houlbjerg und Laurbjerg bilden seither mit den ehemaligen Kommunen Hammel, Hadsten, Hinnerup und Hvorslev die neugebildete Favrskov Kommune. Die übrigen Sogn wurden der Großgemeinde Randers zugeschlagen.